# Dorfvenus-Effekt
Dorfvenus-Effekt ist eine vom Schriftsteller Edward de Bono geprägte Metapher, die besagt, dass man glücklich sei mit dem, was man habe, und nichts Besseres suche, wenn man sich nichts Besseres vorstellen könne.

## Das zugrundeliegende Bild
Als die Menschen noch überwiegend in isolierten Dörfern lebten, war „vorstellbar, dass die Dorfbewohner das schönste Mädchen des Dorfes für das schönste Mädchen überhaupt halten konnten – weil es wirklich ganz besonders schön war, und weil sie sich kein noch schöneres vorstellen konnten.“ Ein solches Urteil galt als stabil, sofern es nicht bald nach seiner Entstehung in Frage gestellt wurde. Wurde von einer Schönen aus einem anderen Dorf erzählt, konnte deren Schönheit nicht ohne Weiteres verglichen werden. Selbst wenn später eine andere Schöne ins Dorf zog, blieb der Ruf der Dorfvenus meist unangefochten, denn sie hatte das Schönheitsideal der Dorfbewohner bereits nachhaltig geprägt.

## Bedeutung für die Produktpolitik
Dieser Zusammenhang wird durch die Metapher auf innovative Produkte übertragen: Eine attraktive, als nützlich empfundene Innovation werde vom Markt honoriert, da die Dankbarkeit des Kunden gegenüber einer Verbesserung und sein Beharrungsvermögen zu einer nachhaltigen Produktnachfrage führe, wenn nicht sehr bald ein billigerer und besserer Nachahmer am Markt auftrete. Als Schlussfolgerung gilt, es sei grundsätzlich besser, Erster am Markt zu sein, als der nach „absoluten“ Maßstäben Beste.

## Bedeutungswandel durch die Globalisierung
Da die Wahrnehmung der Wirtschaftssubjekte sich nicht zuletzt durch das Internet zunehmend von einer lokalen (Dorf) zu einer globalen verändere, gelten heute entsprechende globale Vergleichsmaßstäbe. Dies relativiert den Dorfvenus-Effekt zunehmend.